# Actinotus bellidioides
Actinotus bellidoides là một loài thực vật có hoa trong họ Hoa tán. Loài này được (Hook.f.) Benth. mô tả khoa học đầu tiên năm 1867.